# Aristolochia wrightii
Aristolochia wrightii là một loài thực vật có hoa trong họ Aristolochiaceae. Loài này được Seem. mô tả khoa học đầu tiên năm 1856.